# Agger (râu)
Agger este un afluent de pe versantul drept al râului Sieg cu lungimea de 69 km, el fiind situat în landul Renania de Nord - Westfalia, Germania.

## Localități traversate
- Meinerzhagen (izvor)
- Lantenbach
- Dümmlinghausen
- Derschlag
- Rebbelroth
- Niedersessmar
- Vollmerhausen
- Dieringhausen
- Osberghausen
- Wiehlmünden
- Ründeroth
- Engelskirchen
- Loope
- Vilkerath
- Overath
- Agger
- Neuhonrath
- Wahlscheid
- Donrath
- Lohmar
- Troisdorf / Siegburg (vărsare) lângă Sankt Augustin